# HV Возничего
HV Возничего (лат. HV Aurigae) — карликовая новая, двойная катаклизмическая переменная звезда типа SU Большой Медведицы (UGSU) в созвездии Возничего на расстоянии (вычисленном из значения параллакса) приблизительно 1934 световых лет (около 593 парсеков) от Солнца. Видимая звёздная величина звезды — от менее +19m до +14,7m.

## Характеристики
Первый компонент — аккрецирующий белый карлик.